# Habronyx pyretorum
Habronyx pyretorum är en stekelart som först beskrevs av Cameron 1912.  Habronyx pyretorum ingår i släktet Habronyx och familjen brokparasitsteklar. Inga underarter finns listade i Catalogue of Life.